# Уксусная матка

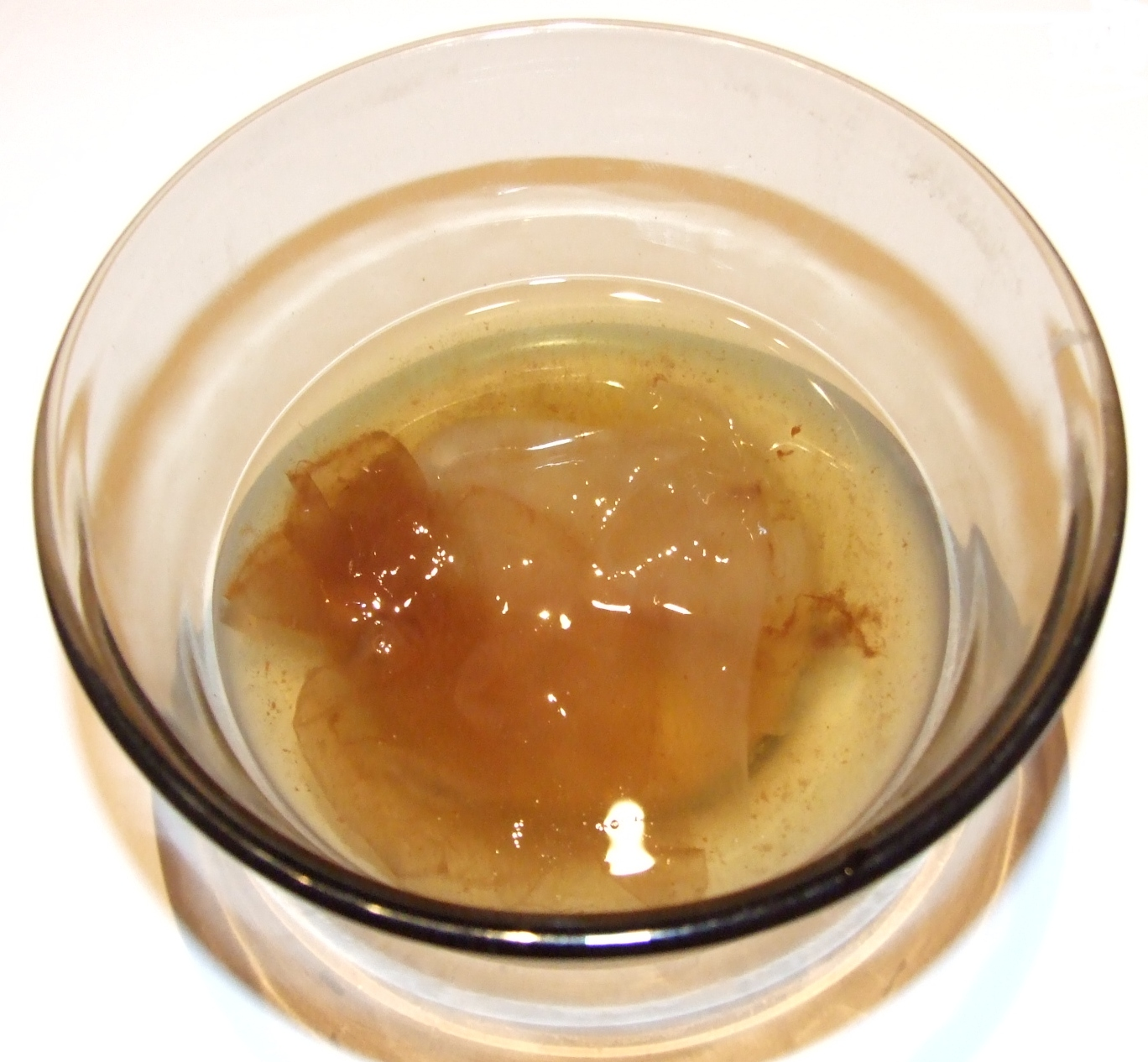
Уксусная матка в чашке

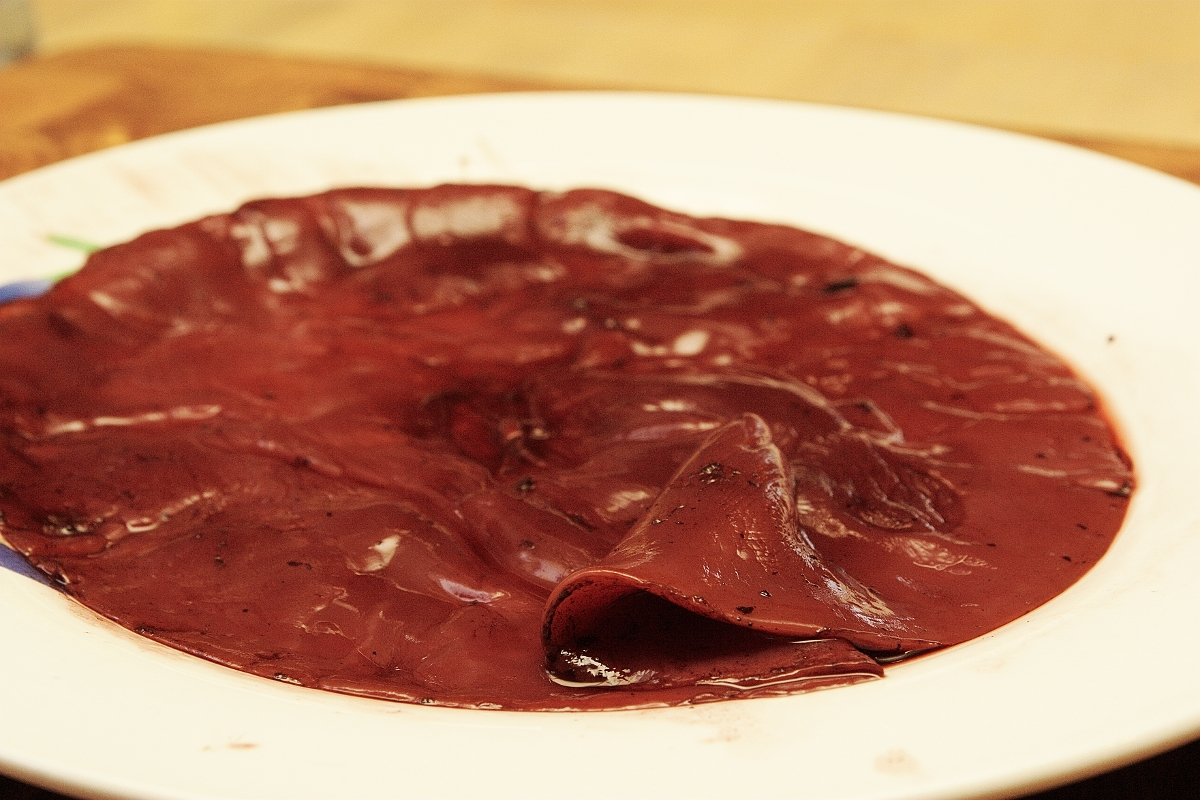
Уксусная матка в тарелке

Уксусная матка, также называемая лат.  Mycoderma aceti от Греческого μὑκης (гриб) плюс δἐρμα (кожа), и Латинского aceti (кислота) — слизистое вещество, состоящее из целлюлозы и уксуснокислых бактерий, которая развивается при брожении спиртосодержащих жидкостей, и которая превращает спирты в уксусную кислоту с помощью кислорода из воздуха. Добавляется в вина, сидр и другие алкогольные жидкости с целью получения уксуса.
В традиционном производстве уксуса была и остается «матерью уксуса» и используется для «прививки» спиртосодержащей смеси для ускорения уксусного брожения.
Хотя уксусная матка имеет неаппетитный вид, она абсолютно безвредна.

## Получение уксусной матки
После 10 дней брожения, добавив сахара, отцедить через марлю спиртосодержащую жидкость в стеклянную посуду, — сосуд нельзя переставлять с места на место, двигать, взбалтывать в течение 40-60 дней. В это время покоя может (но не всегда) сформироваться уксусная матка. Иногда уксусные матки погибают только потому, что сосуд с забродившим яблочным соком переставляют в другое место.
Осветленное, с немного помутневшим видом, содержимое сосуда есть не что иное, как настоящий экологически чистый яблочный уксус, который разливают по бутылкам, закупоривают для хранения и употребления. Яблочную матку оставляют в небольшом количестве яблочного уксуса, выцедив предварительно осадок. Уксусную матку можно снять и поместить в другую порцию приготовленной смеси. Она ускорит процесс брожения, придаст продукту больше лечебных качеств, заметно улучшит аромат и вкус яблочного уксуса.
Уксусная матка имеет вид прозрачного гриба и находится на поверхности жидкости. Погибнув, уксусная матка погружается на дно посуды и становится бесполезной, поэтому её выбрасывают. Яблочный уксус при гибели матки не теряет лечебные качества. Хранить уксусную матку следует только в яблочном уксусе.